# محطة قطار حاسي بونيف
محطة حاسي بونيف هي محطة سكة حديد جزائرية تقع ببلدية حاسي بونيف في ولاية وهران. تُعدّ جزءًا من شبكة الخطوط الإقليمية التي وتديرها الشركة الوطنية للنقل بالسكك الحديدية في الجزائر.

## موقعها في الشبكة الحديدية
تقع محطة القطار على خط سكة حديد وهران - أرزيو ، حيث تسبقها محطة قطار القاريطة وتتبعها محطة قطار حاسي عامر.

## تاريخ
خلال فترة الاستعمار الفرنسي للجزائر، كانت المحطة تسمى محطة أسي بونيف (Assi-bou-Nif) .
تقع المحطة على ارتفاع 95,650 متر ، دخلت الخدمة في عام 1900 أثناء افتتاح القسم من وهران إلى عين البية (دامسمي سابقا) ضمن الخط القديم من وهران إلى القنادسة حيث كانت تقع عند نقطة الكيلومترية (PK) 14.400.
أغلقت المحطة القديمة في عام 1958 بعد إغلاق قسم وهران إلى عين البية من خط وهران إلى القنادسة. و افتتحت محطة جديدة في عام 2011 عندما دخل الخط الجديد من وهران إلى أرزيو الخدمة.

## خدمة الركاب
تخدم محطة حاسي بونيف القطارات الإقليمية على خط وهران إلى أرزيو .

### مقالات ذات صلة
- خط من وهران إلى أرزيو
- خط من وهران إلى قنادسة
- قائمة محطات القطارات في الجزائر

### روابط خارجية
- "ش.و.ن.س.ح". الشركة الوطنية للنقل بالسكك الحديدية. مؤرشف من الأصل في 2025-05-05.